# Duel (album)
Pour les articles homonymes, voir Duel (homonymie).
Albums de Quentin Mosimann
Exhibition
Duel est le titre du premier album de Quentin Mosimann, le gagnant de Star Academy 7. Il s'agit d'un double album.
L'album a été réédité en janvier 2009 sous le nom de Il y a je t'aime et je t'aime, qui est également le titre de sa 1re chanson originale chez Universal.

## Liste des titres (album original)
Duel - swing
1. C'est l'amour (Léopold Nord et Vous)
2. Cherchez le garçon (Taxi Girl)
3. L'Aventurier (Indochine)
4. C'est la ouate (Caroline Loeb)
5. Étienne (Guesch Patti)
6. Petit avec des grandes oreilles (Bill Baxter)
7. Il mio rifugio (Richard Cocciante)
8. Cargo (Axel Bauer)
9. Such a Shame (Talk Talk)
10. Je l'aime à mourir (Francis Cabrel)
11. Mise au point (Jakie Quartz)
12. Il y a je t'aime et je t'aime (paroles : Cristal G. / musique : Quentin Mosimann)

Duel - remixes (electro)
1. Cherchez le garçon (Quentin Mosimann & Fred Rister remix)
2. Such a Shame (Quentin Mosimann feat. Hot Vocation)
3. C'est la ouate (PF Pumping Remix)
4. Cherchez le garçon (Tocadisco Remix)
5. Cargo (Medium Rare Remix by Maxime Desprez)
6. C'est l’amour (Wize Remix)
7. Il mio rifugio (Quentin Mosimann feat.Christian Sims)
8. Cargo (TEPR & GrandManier Remix)
9. Holidays

## Liste des titres (Il y a je t'aime et je t'aime)
1. Il y a je t'aime et je t'aime (paroles : Cristal G. / musique : Quentin Mosimann)
2. Exercices de mate
3. Ose (paroles : Cristal G. / musique : François Bernheim)
4. Switzerland
5. J'pensais pas
6. Cherchez le garçon (Version Swing)
7. C'est l'amour
8. Il mio rifugio
9. Cherchez le garçon (Version Electro)
10. Such a shame
11. Carpe diem
12. Tears (sensual mix)
13. Holiday
14. Holiday (remix)
15. Coexist

## Classement
| Pays                      | Meilleure Position |
| ------------------------- | ------------------ |
| France - Ventes physiques | 2                  |
| France - Téléchargements  | 2                  |
| Belgique                  | 1                  |
| Suisse                    | 15                 |